# Calycopeplus casuarinoides
Calycopeplus casuarinoides là một loài thực vật có hoa trong họ Đại kích. Loài này được L.S.Sm. mô tả khoa học đầu tiên năm 1969.